# Методій Олімпійський
Методій Олімпійський, Святий Методій Патарський (Методій Патарський (грец. Μεθόδιος Πατάρων, бл. 260 — 311, Халкіда, Греція) — християнський богослов, автор творів проти Оригена, моральних повчань і тлумачень Святого Письма. Твори Методія включені в 18-й том Patrologia Graeca. Шанується в лику священномучеників, день пам'яті в Православній церкві 20 червня (за юліанським календарем), в Католицькій церкві — 18 вересня. Є лікійським святим та мучеником, був єпископом м. Патара та Олімпу в Лікії, борець з єретиками. Він відважно усним та писемним словом обороняв правдиву віру.
У своїй праці «Про воскресіння» Методій заперечив фальшиве вчення Орігена, начебто християни не воскреснуть у тому самому тілі. Проти єретиків-валентиніян він виступив у творі «Про вільну волю». Методій Патарський був замучений 311 року за Христову віру в грецькій Халкиді під кінець переслідування християн за імператора Максиміліана.

## Життєпис
Відомості про життя Методія украй мізерні. Є розбіжності щодо того яку кафедру він займав. Грецька традиція вважає його єпископом міста Патара в Лікії чи міста Філіппи в Фракії. Ієронім Стридонський у своєму творі «Про знаменитих мужів» пише що Методій був «єпископом Олімпу в Лікії, а потім Тіра». Ієронім повідомляє про його мученицьку смерть:
"Наприкінці останнього гоніння або, як стверджують інші, в роки правління Деція і Валеріана він отримав вінець мучеництва в Халкіді, в Греції.
Димитрій Ростовський повідомляє, що Методій був усічений мечем язичниками. Однак повідомлення про мучеництво Методія ставиться дослідниками під сумнів.
Популярність Методій отримав завдяки своїми численними богословськими працями, він став першим хто виступив з критикою вчення Оригена. Леонтій Візантійський (VII століття) включав Методія до числа знаменитих вчителів та Отців Церкви, що жили до правління Костянтина Великого.

## Твори
- «Бенкет десяти дів або про дівоцтво». Написано в формі наслідування діалогу Платона «Бенкет». Зміст складають вимовлені дівами похвали дівоцтва (цнотливості). Текст завершується гімном Ісусу Христу. Твір являє собою звід донікейської теології та християнської доктрини[6]. Діалог Методія послужив предметом пародії для Боккаччо в його «Декамероні»[7].

- «Про свободу волі». Написаний проти валентиніан. В ньому Методій спростовує гностичний дуалізм і їх вчення про зло та розглядає поняття свободи людини. Твір зберігся в формі уривку грецькою мовою.

- « Про воскресіння». Написаний проти Орігена, зберігся в формі уривку грецькою мовою. Присвячено критиці орігенского розуміння Воскресіння і применшення ним значення тіла. У слов'янському перекладі твір завершується молитвою, яка містить вирази, характерні для авторів донікейської епохи.

- «Про створеному». Написаний проти Орігена, зберігся в формі уривку грецькою мовою. У ньому Методій спростовує вчення орігеністів, що світ не має початку і співвічний Богу.

У слов'янських перекладах збереглися два твори Методія, спрямовані на тлумачення з точки зору християнства юдейських обрядових приписів: «Про розрізненні наїдків і про телицю, яка згадується в книзі Левіт, попелом якої окроплялися грішники» та «Про проказу».